# Chandler Riggs

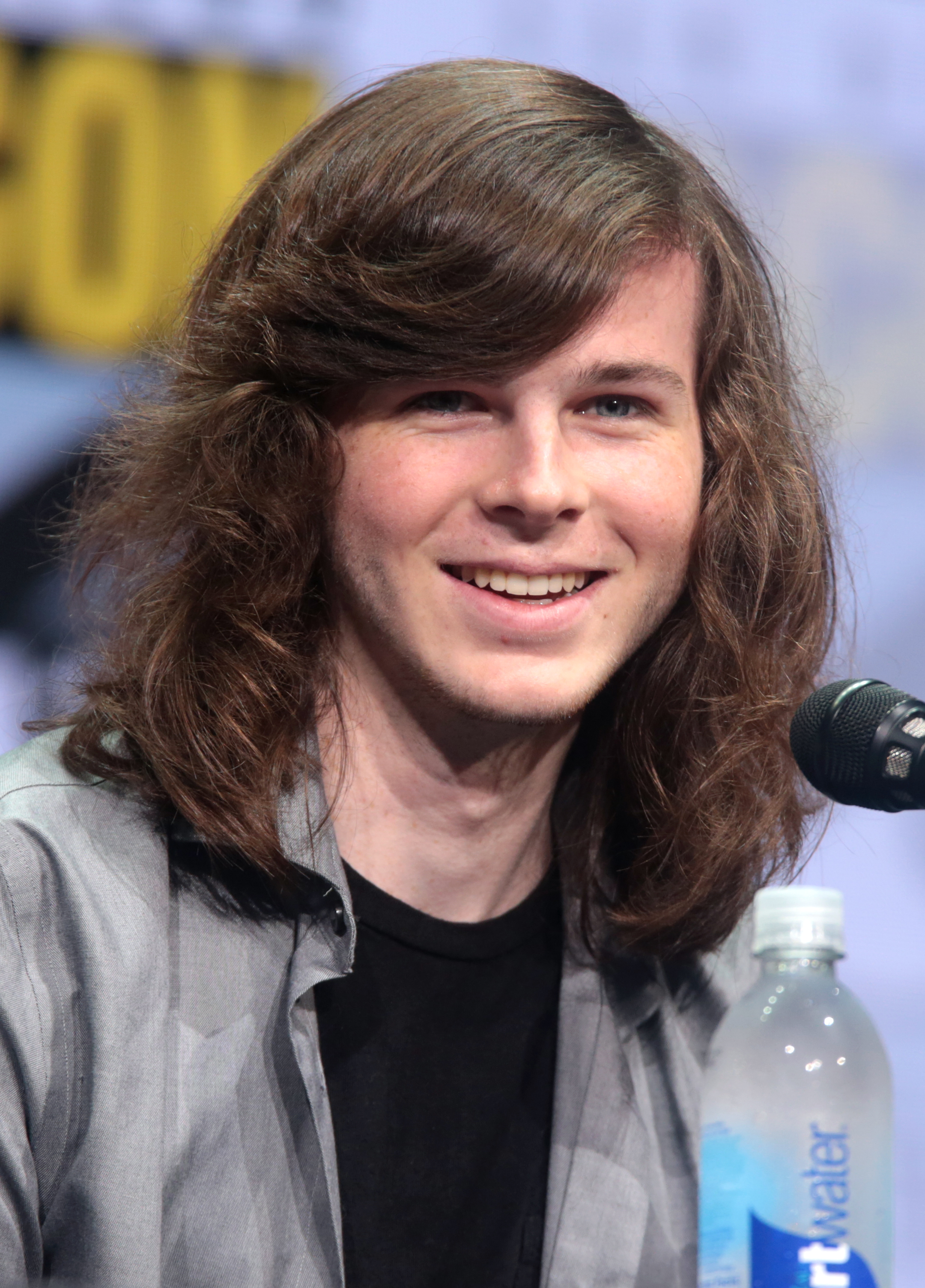
Chandler Riggs auf der San Diego Comic Con 2017

Chandler Riggs (* 27. Juni 1999 in Atlanta, Georgia) ist ein US-amerikanischer Schauspieler. Bekannt wurde er vor allem durch seine Rolle als Carl Grimes in der von 2010 bis 2022 laufenden Fernsehserie The Walking Dead, die auf dem gleichnamigen Comic basiert.

## Leben und Karriere
Der im Jahre 1999 in der Hauptstadt des US-Bundesstaates Georgia geborene Chandler Riggs wuchs auch in seiner Heimatstadt auf und machte im Alter von acht Jahren erste Erfahrung mit der Schauspielerei. Dabei wurde er unter anderem im Theater of the Stars und im denkmalgeschützten Fox Theatre in Stücken wie Der Zauberer von Oz oder Oklahoma! eingesetzt. Nachdem er in verschiedenen Werbespots zum Einsatz gekommen war, folgte im Jahre 2009 Riggs Nominierung in den Cast von Am Ende des Weges – Eine wahre Lügengeschichte (in den Hauptrollen unter anderem mit Robert Duvall, Sissy Spacek und Bill Murray), der von Sony Pictures Classics veröffentlicht wurde. Im Folgejahr kam er dann zu einer weiteren Rolle im Film Unschuldig hinter Gittern, wo er allerdings eine unwesentliche Rolle innehatte. Im Juni desselben Jahres wurde Riggs in den Cast von The Walking Dead geholt, wo er fortan die Rolle des Carl Grimes, den Sohn der Hauptfigur (gespielt von Andrew Lincoln) und dessen Frau (gespielt von Sarah Wayne Callies), übernahm. Riggs besuchte vier Jahre lang die Etowah High School in Woodstock, Georgia (2013 bis 2017), bevor er sich im Februar 2017 an der Auburn University einschrieb.

## Filmografie
- 2006: Jesus H. Zombie
- 2009: Am Ende des Weges – Eine wahre Lügengeschichte (Get Low)
- 2010: Unschuldig hinter Gittern (The Wronged Man)
- 2010–2018, 2022: The Walking Dead (Fernsehserie, 78 Folgen)
- 2011: Terminus (Kurzfilm)
- 2014: Mercy – Der Teufel kennt keine Gnade (Mercy)
- 2017: Keep Watching
- 2017: Das Robot Chicken Walking Dead Special: Die wahre Geschichte
- 2018–2023: A Million Little Things
- 2019: Only
- 2019: Fear the Viper (Inherit the Viper)
- 2024: The Spider (Fan-Film)